# Cercopithecus kandti
Cercopithecus kandti або Cercopithecus mitis kandti (Мавпа золотиста) — примат з роду Мавпа (Cercopithecus) родини мавпові (Cercopithecidae). Гровс (2005) вважає Cercopithecus kandti окремим видом.

## Опис
Має синьо-сіре хутро, але відрізняється золотисто-жовтим волоссям на плечах і спині.

## Поширення
Займає тільки невелику площу гір Вірунга в країнах Демократична Республіка Конго, Уганда, Руанда. Найчастіше їх бачили у лісах з бамбуком.

## Стиль життя
Не так багато відомо про їх спосіб життя. Вони живуть в групах до 30 тварин, які складаються як і у всіх мавп з одного самця, декількох самиць і їх потомства. Їх раціон складається в основному з плодів і листя, мабуть, вони також вживають маленьких тварин. 

## Загрози та охорона
У зв'язку з прогресуючим руйнуванням їх середовища проживання і збройними конфліктами в їх обмеженому ареалі їх чисельність знижується. 